# 汪正華
汪正華（1928年—2012年），男，江苏扬州人，中国京劇演員，工生行。

## 生平
出身民辦上海戲曲學校科班，與顧正秋、孫正陽、黃正勤、周正榮、王正屏、關正明、張正芬等同班。
1950年在英屬香港拜師馬連良先生。
長期在楊寶森劇團做副生（硬裡子，裡子老生，2路老生）。后在上海京劇院工作多年。

## 弟子
李军等。